# Janaka Prasad
 (mai 2019).
Si vous disposez d'ouvrages ou d'articles de référence ou si vous connaissez des sites web de qualité traitant du thème abordé ici, merci de compléter l'article en donnant les références utiles à sa vérifiabilité et en les liant à la section « Notes et références ».

Janaka Prasad Wimalasiri (né le 8 septembre 1992) est un athlète sri lankais, spécialiste du saut en longueur.
En 2018, il porte son record personnel à 8,14 m à Colombo.